# Madell Point
Der Madell Point ist eine Landspitze an der Loubet-Küste des Grahamlands auf der Antarktischen Halbinsel. Sie liegt 3 km nordöstlich des Kap Rey am nordwestlichen Ende der Pernik-Halbinsel und ragt in den Crystal Sound hinein.
Luftaufnahmen der Falkland Islands and Dependencies Aerial Survey Expedition (1955–1957) dienten ihrer Kartierung. Das UK Antarctic Place-Names Committee benannte sie 1959 nach James Stuart Madell (* 1932), Geodät des Falkland Islands Dependencies Survey auf der Detaille-Insel im Jahr 1957, der für die Vermessungen in diesem Gebiet verantwortlich war.